# Кијава Ајланд (Јужна Каролина)
Кијава Ајланд (енгл. Kiawah Island) град је у америчкој савезној држави Јужна Каролина.

## Демографија
По попису из 2010. године број становника је 1.626, што је 463 (39,8%) становника више него 2000. године.
| Група             | 2000.         | 2010.         |
| Белци             | 1.140 (98,0%) | 1.566 (96,3%) |
| Афроамериканци    | 4 (0,3%)      | 36 (2,2%)     |
| Азијати           | 2 (0,2%)      | 5 (0,3%)      |
| Хиспаноамериканци | 2 (0,2%)      | 14 (0,9%)     |
| Укупно            | 1.163         | 1.626         |